# Theuma pusilla
Espèce
Theuma pusilla est une espèce d'araignées aranéomorphes de la famille des Prodidomidae.

## Distribution
Cette espèce se rencontre en Afrique du Sud au Cap-du-Nord et en Namibie,.

## Description
La femelle holotype mesure 5,3 mm.

## Systématique et taxinomie
Cette espèce a été décrite par Purcell en 1908.

## Publication originale
- Purcell, 1908 : « Araneae (I). Zoologische und anthropologische Ergebnisse einer Forschungsreise im westlichen und zentralen Südafrika. Erster Band: Systematik und Tiergeographie. Zweite Lieferung. » Denkschriften der Medizinisch-Naturwissenschaftlichen Gesellschaft zu Jena, vol. 13, p. 203-246 (texte intégral).